# Библиотека В. И. Полянского

Репродукция с портрета В. И. Полянского, выполненного в 1777 году датским живописцем Дарбсом

Библиотека Василия Ипатовича Полянского собиралась, преимущественно, во время его европейского путешествия 1771—1772 годов, далее после его жизни в отставке в Казани в 1780-е годы. В 1798 году 298 названий книг в 693 томах было передано владельцем Казанской гимназии, а после 1806 года 287 названий было передано университетской библиотеке, в составе которой книжное собрание полностью сохранилось и явилось её ядром. Основная часть книг — по истории, филологии и истории — на французском языке в изданиях XVIII века. Русских книг XVIII века — 17 названий.

## История
В. И. Полянский своей службой в Сибири обратил на себя внимание императрицы Екатерины II, после чего был направлен в европейское путешествие во время которого более полугода общался с Вольтером, произведя на него глубокое впечатление. 26 ноября 1798 года датирована дарственная, по которой Василий Ипатович безвозмездно передавал своё книжное собрание Казанской гимназии с условием, что гимназия будет содержать на казённый счёт одного ученика по выбору жертвователя, а затем его наследников. Этот «воспитанник» в знак отличия прибавлял фамилию «Полянский» к своей собственной; первым и единственным оказался Пётр Рудомётов-Полянский. Собрание включало по описи 298 названий книг в 693 томах, оценённых в 3713 рублей серебром. В 1800 году книги были помещены в здании гимназии, а в 1804 году после открытия университета библиотека Полянского оказалась в его собрании. В 1806 году попечитель Казанского учебного округа академик С. Я. Румовский распорядился разобрать, какие книги достойны остаться в университетской библиотеке; в результате были забракованы лишь 11 заглавий. Более книжное собрание не меняло владельцев. В 1832 году наследник В. И. Полянского Владимир Юшков окончательно отказался от всех прав на библиотеку и обязательства гимназии. Копии всех документов по передаче книг и их опись сохранились в составе именно этого дела.